# Paranthropus
Paranthropus (trong tiếng Hy Lạp para nghĩa là "cận, gần", còn anthropus nghĩa là "con người"), một chi đã tuyệt chủng trong tông Người, là một họ Người đi bằng hai chân, có thể là hậu duệ của họ Người australopithecine gracile.

## Hình ảnh

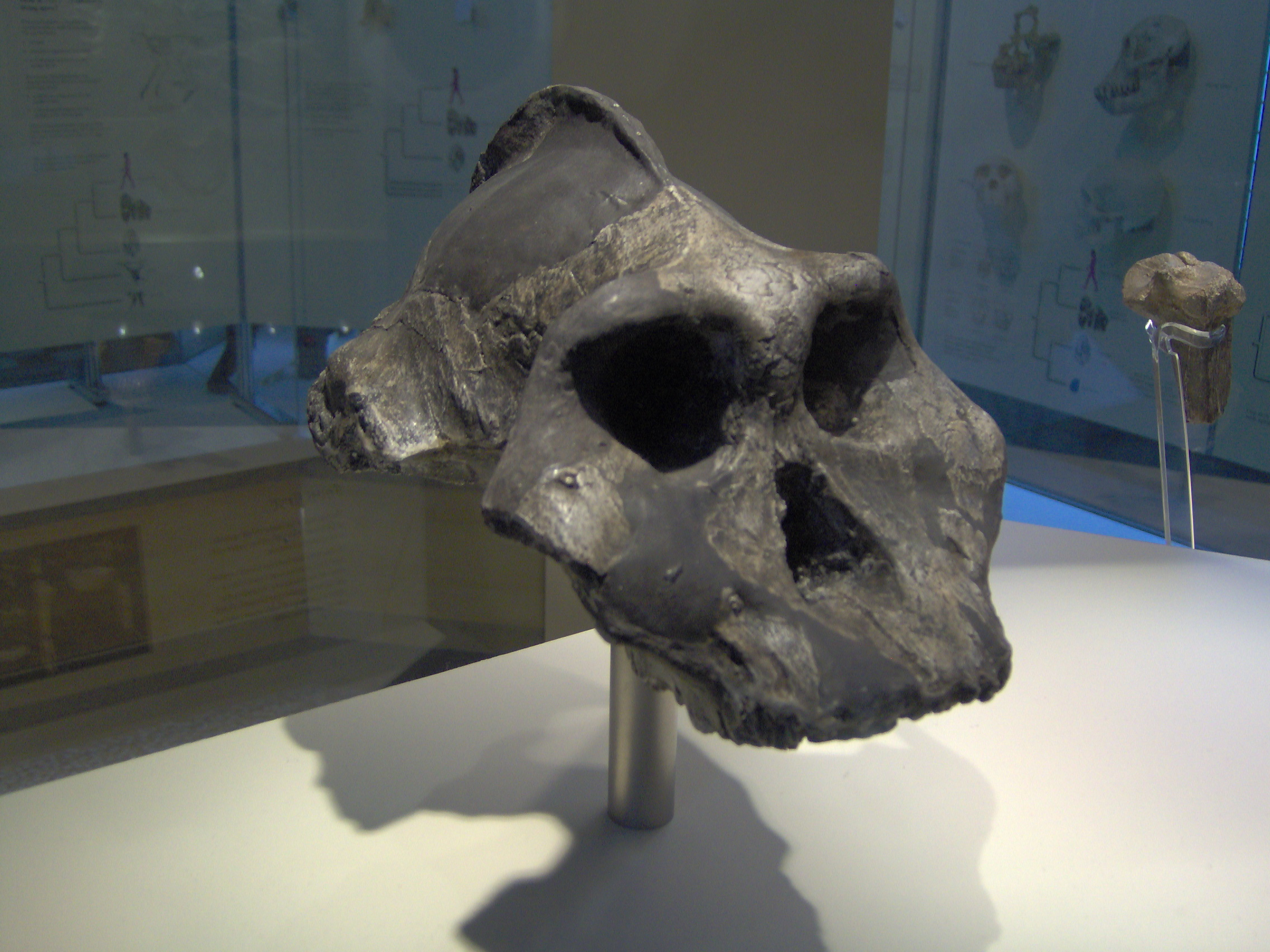
Mẫu vật tại bảo tàng lịch sử tự nhiên Luân Đôn
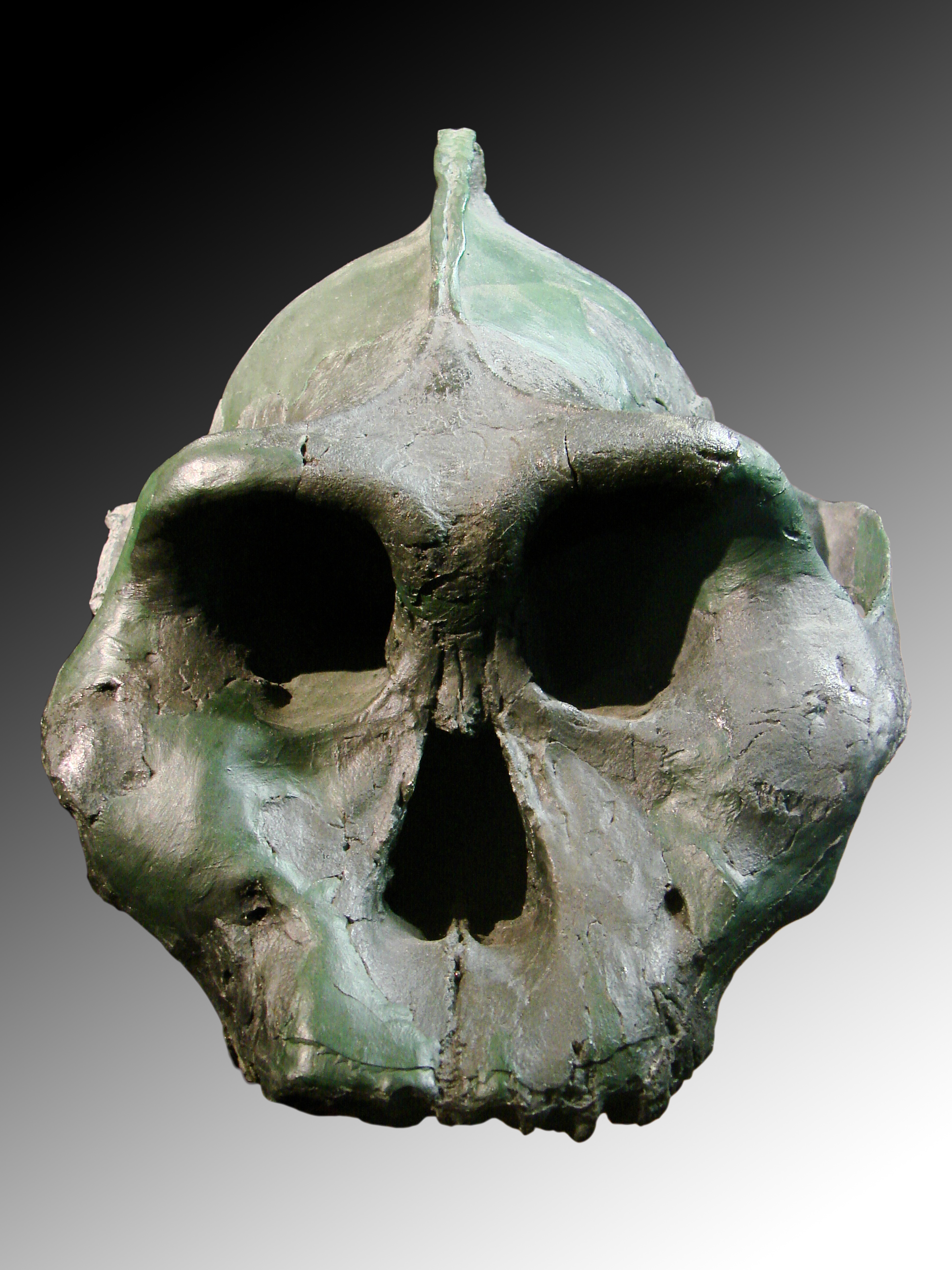
Mẫu tại Zurich, Đức
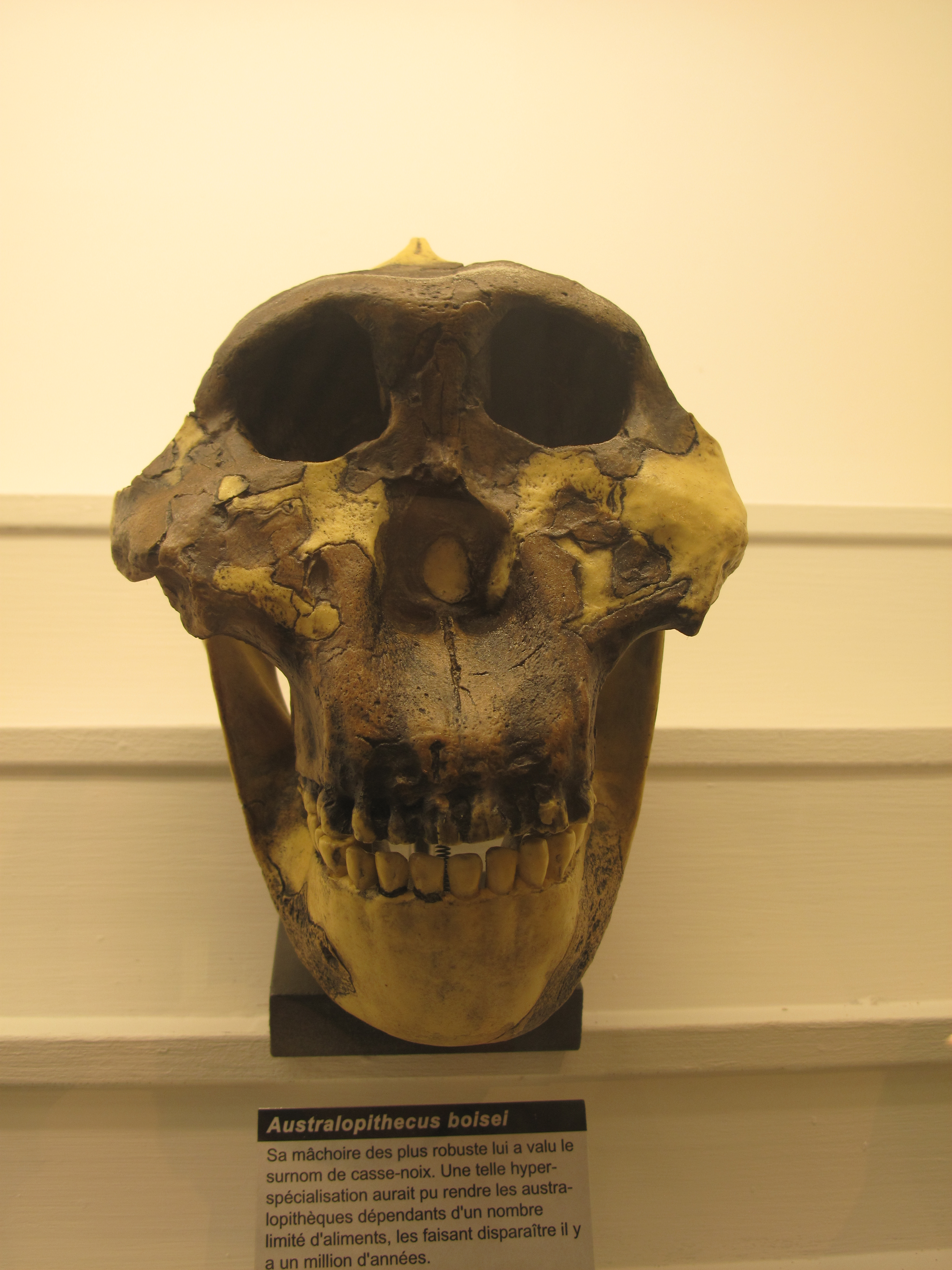
Nguyên mẫu tại Boisei

 Tư liệu liên quan tới Paranthropus tại Wikimedia Commons